# Нижньосаїтово
Нижньосаї́тово (рос. Нижнесаитово, башк. Түбәнге Сәйет) — присілок у складі Кушнаренковського району Башкортостану, Росія. Входить до складу Бакаєвської сільської ради.
Населення — 106 осіб (2010; 141 у 2002).
Національний склад:
- башкири — 59 %
- татари — 37 %